# Kabinett Dewar
Das Kabinett Dewar war die erste Schottische Regierung vom 17. Mai 1999 bis zum 11. Oktober 2000. Es wurde nach der Parlamentswahl in Schottland 1999 gebildet, bei der die Scottish Labour Party zwar die meisten Stimmen und Sitze erhielt, aber nicht die Absolute Mehrheit. Nach Koalitionsverhandlungen bildete sie eine Koalition mit den Scottish Liberal Democrats. Es war bis zum Tod Dewars am 11. Oktober 2000 im Amt und wurde am 26. Oktober 2000 vom Kabinett McLeish abgelöst.

## Regierung

### Kabinettsmitglieder
(Ministers, falls nicht anders erwähnt)
| Amt                                            | Bild | Name            | Partei | Partei  | Amtszeit  |
| ---------------------------------------------- | ---- | --------------- | ------ | ------- | --------- |
| First Minister                                 |      | Donald Dewar    |        | Labour  | 1999–2000 |
| Deputy First Minister                          |      | Jim Wallace     |        | LibDems | 1999–2000 |
| Minister für Justiz                            |      | Jim Wallace     |        | LibDems | 1999–2000 |
| Minister für Finanzen                          |      | Jack McConnell  |        | Labour  | 1999–2000 |
| Minister für Bildung und Jugend                |      | Sam Galbraith   |        | Labour  | 1999–2000 |
| Minister für Wirtschaft und Weiterbildung      |      | Henry McLeish   |        | Labour  | 1999–2000 |
| Ministerin für Wohnungsbau und Integration     |      | Wendy Alexander |        | Labour  | 1999–2000 |
| Ministerin für Gesundheit                      |      | Susan Deacon    |        | Labour  | 1999–2000 |
| Minister für den Ländlichen Raum               |      | Ross Finnie     |        | LibDems | 1999–2000 |
| Ministerin für Transport und Telekommunikation |      | Sarah Boyack    |        | Labour  | 1999–2000 |
| Weitere Teilnehmer an Kabinettssitzungen       |      |                 |        |         |           |
| Minister für Angelegenheiten des Parlaments    |      | Tom McCabe      |        | Labour  | 1999–2000 |
| Lord Advocate                                  |      | Andrew Hardie   |        | Labour  | 1999–2000 |
| Lord Advocate                                  |      | Colin Boyd      | Labour | 2000    |           |

### Staatssekretäre
| Staatssekretäre(Junior Minister)                     | Name                | Partei | Partei            | Amtszeit  |
| ---------------------------------------------------- | ------------------- | ------ | ----------------- | --------- |
| Kinder und Bildung                                   | Peter Peacock       |        | Labour Party      | 1999–2000 |
| Kultur und Sport                                     | Rhona Brankin       |        | Labour Party      | 1999–2000 |
| Soziale Inklusion, Gleichheit und Freiwilligendienst | Jackie Baillie      |        | Labour Party      | 1999–2000 |
| Kommunen                                             | Frank McAveety      |        | Labour Party      | 1999–2000 |
| Unternehmen und Weiterbildung                        | Nicol Stephen       |        | Liberal Democrats | 1999–2000 |
| Highlands, Inseln und Gälisch                        | Alasdair Morrison   |        | Labour Party      | 1999–2000 |
| Gesundheit und soziale Dienste                       | Iain Gray           |        | Labour Party      | 1999–2000 |
| Justiz und Landreform                                | Angus MacKay        |        | Labour Party      | 1999–2000 |
| Angelegenheiten des Parlaments                       | Iain Smith          |        | Liberal Democrats | 1999–2000 |
| Ländliche Angelegenheiten und Fischerei              | John Home Robertson |        | Labour Party      | 1999–2000 |